# Йозеф Клапух
Йозеф Клапух (чеськ. Josef Klapuch; нар. 10 лютого 1906, Збиславиці, Богемське королівство, Австро-Угорщина (нині в окрузі Острава-місто, Моравсько-Сілезький край, Чехія) — пом. 18 грудня 1985, Прага, ЧССР) — чехословацький кіноактор і борець вільного та греко-римського стилів, срібний та бронзовий призер чемпіонатів Європи, срібний призер Олімпійських ігор.

## Життєпис
Йозеф Клапух народився 10 лютого 1906 року в Збиславицях поблизу Острави. Він два роки працював шахтарем, а після Першої світової війни навчився ремеслу м'ясника. Після цього він вступив на службу до поліції і працював празьким поліцейським з 1920-х років до виходу на пенсію.
Уже під час своєї роботи м'ясником він почав присвячувати себе важкій атлетиці в клубі «Žižka» у Брно. Після прибуття до Праги він присвятив себе важкій атлетиці в поліцейському Атлетичному футбольному клубі (AFK) Охорони. Спочатку він займався важкою атлетикою і боротьбою, але з кінця 1920-х років залишився тільки у боротьбі. За його борцівські здібності та високий зріст його називали «борцівським Голіафом».
Він виступав у вільному і класичному стилях у найважчій ваговій категорії понад 87 кг. Сім разів ставав чемпіоном Чехословаччини з греко-римської боротьби — у 1933, 1934 та 1936—1940 роках. Також у 1934 та 1935 роках здобував титул чемпіона Чехословаччини з вільної боротьби.
Клапух також брав участь у міжнародних змаганнях, де успішно представляв свою країну. Посів третє місце на міжнародних змаганнях у важкій вазі у Відні у 1932 році. На чемпіонаті Європи в Стокгольмі в 1934 році він став віце-чемпіоном Європи з вільної боротьби (його випередив лише швед Тюре Шестедт), а через три роки, у 1937 також виграв бронзову медаль чемпіонату Європи в Парижі у греко-римській боротьбі.
Він також брав участь у матчі на інших міжнародних змаганнях і завдяки цьому побував у багатьох містах Європи (його частим суперником був німець Курт Хорнфішер). Найбільших успіхів у своїй борцівській кар'єрі він досяг на літніх Олімпійських іграх в Берліні 1936 року.
На Іграх він боровся як вільним, так і класичним стилем. У класичному — греко-римському — він вилетів уже в третьому раунді, а ось у вільній переміг усіх суперників, крім естонця Крістіана Палусалу. За Чехословаччину Клапух здобув срібну медаль на цих Іграх.
У 1930-х роках чеські кінематографісти також вирішили використати фізичні дані Йозефа Клапуха. Його кремезна, висока, масивна і мужня фігура вагою 112 кг, характерне обличчя з високим чолом добре підходили для невеликих експресивних епізодів. Як поліцейському, на кожну зйомку йому доводилося брати відпустку й отримувати дозвіл у празької поліції.
На екрані він найчастіше грав найближчих йому персонажів — епізоди міських поліцейських. Дебютував у своїй першій ролі поліцейського у 1931 році. Наступного року таких ролей було вже три.
Образ констебля був також останньою роллю Клапуха, яку він втілив на екрані у 1937 році.
Також він грав й інші ролі, наприклад: роль ката, роль грабіжника та роль лісоруба, де мав можливість продемонструвати свою надзвичайну фізичну силу в кількох сценах.
Кінець спортивної кар'єри Йозефа Клапуха був спричинений німецькою окупацією, а згодом і його похилим віком. Надзвичайно популярний у 1930-ті роки, з 1940-х він пішов у забуття.
Помер Йозеф Клапух 18 грудня 1985 року в Празі у віці сімдесяти дев'яти років.

## Спортивні результати на міжнародних змаганнях

### Виступи на Олімпіадах
| Змагання                    | Збірна         | Вагова категорія                    | Місце                |
| --------------------------- | -------------- | ----------------------------------- | -------------------- |
| Літні Олімпійські ігри 1936 | Чехословаччина | вільна боротьба, понад 87 кг        | Срібло               |
| Літні Олімпійські ігри 1936 | Чехословаччина | греко-римська боротьба, понад 87 кг | вибув після 3 раунду |

### Виступи на Чемпіонатах Європи
| Змагання                         | Збірна         | Вагова категорія                    | Місце  |
| -------------------------------- | -------------- | ----------------------------------- | ------ |
| Чемпіонат Європи з боротьби 1934 | Чехословаччина | вільна боротьба, понад 87 кг        | Срібло |
| Чемпіонат Європи з боротьби 1937 | Чехословаччина | греко-римська боротьба, понад 87 кг | Бронза |